# Андрій Волотович
Андрій Волотович (ст.-укр. Андрѣй Волотович) — руський боярин, пан радний великого князя литовського й руського Свидригайла Ольгердовича, староста перемильський в 60–70 роках XV століття.

## Життєпис
За припущенням дослідників Оскара Халецького й Олега Однороженка, походив з волинської гілки Корчаковичів з огляду на те, що до отчинних володінь Андрія і його брата Івана належало село Загорів, — пізніше родове гніздо Загоровських, які в XVI столітті користувались гербом із трьома врубами.
А. Волотович входив до найближчого оточення Свидригайла, 9 грудня 1433 р. одержав від нього за вірну службу с. Михлин в Луцькім повіті. У січні 1452 — на черговім віленськім вальнім сеймі — писар Якуб за розпорядженням Казимира Ягеллончика записав йому маєтки Звиняче й Сабожа в Перемильськім повіті, Качин у Володимирськім, а також селище Сяд Мертви.
Брат Іван Волотович подибується серед гарантів договору ВКЛ з Тевтонським орденом од 15 травня 1432, як свідок пожалувань господаря панам Петру Ланевичу Кирдеєвичу Мильському (24 липня 1436 та 20 липня 1437), Івану Мукосієвичу (30 березня 1437), Фрідишу Гербултовичу (10 червня 1437), Свірчу (11 червня 1437), Дробишу Щелепі (13 червня 1437), Оліферу (14 липня 1437), Пашкові Єловицькому (21 липня 1437), Петрашу Волковию (1 серпня 1437), Петру Мишчичу (4 лютого 1438) та німцю Юрку (9 травня 1438).
Обидвоє були вписані в пом'яник Городищенського монастиря на Волині і нащадків не залишили (вдова Андрія пізніше вийшла заміж за Олександра Сангушка).